# Eliot Vasamije
Eliot Vasamije (fr. Eliot Vassamillet; 29. decembar 2000) belgijski je pevač koji je predstavljao Belgiju na Pesmi Evrovizije 2019.

## Karijera
Rođen je u Monsu 2000. godine,a prvi put je postao poznat javnosti 2018. godine kada je učestvovao u sedmoj sezoni emisije "The Voice Belgique".
15. januara 2019. godine je interno izabran od strane televizije RTBF za predstavnika Belgije na izboru za Pesmu Evrovizije 2019. u Tel Avivu. Pesmu "Wake up" je predstavio 28. februara 2019. godine. Pesmu je napisao Pjer Dumolin, koji je napisao i pesmu "City lights" koju je pevala Blanche na Pesmi Evrovizije 2017. Eliot je na Pesmi Evrovizije nastupio u prvom polufinalu iz kojeg se nije uspio plasirati u finale. Bio je 13. u polufinalu sa 70 osvojenih bodova.

## Diskografija
- "Wake up" (2019)